# Rémi de Florence
Rémi de Florence (Remigio dei Girolami) (1247-1319) est un disciple de Thomas d'Aquin et le maître de Dante Alighieri.

## Biographie
En 1267-1268, Rémi de Florence entre dans l'Ordre des Frères Prêcheurs au couvent Saint-Jacques à Paris. Il poursuit sa formation à Paris lors du second enseignement parisien de Thomas d'Aquin (1269-1272).
À son retour en Italie, il est nommé lector du couvent Santa Maria Novella à Florence, entre 1274 et 1276.